# أنتوني آرثر
أنتوني آرثر (بالإنجليزية: Anthony Arthur)‏ هو كاتب أمريكي، ولد في 20 يناير 1937، وتوفي في 15 ديسمبر 2009.